# Вишньовогорск
Вишньовогорск (на руски: Вишнёвогорск) е селище от градски тип в Русия, разположено в Каслински район, Челябинска област. Населението му към 1 януари 2018 година е 4150 души.